# Sylvia Day

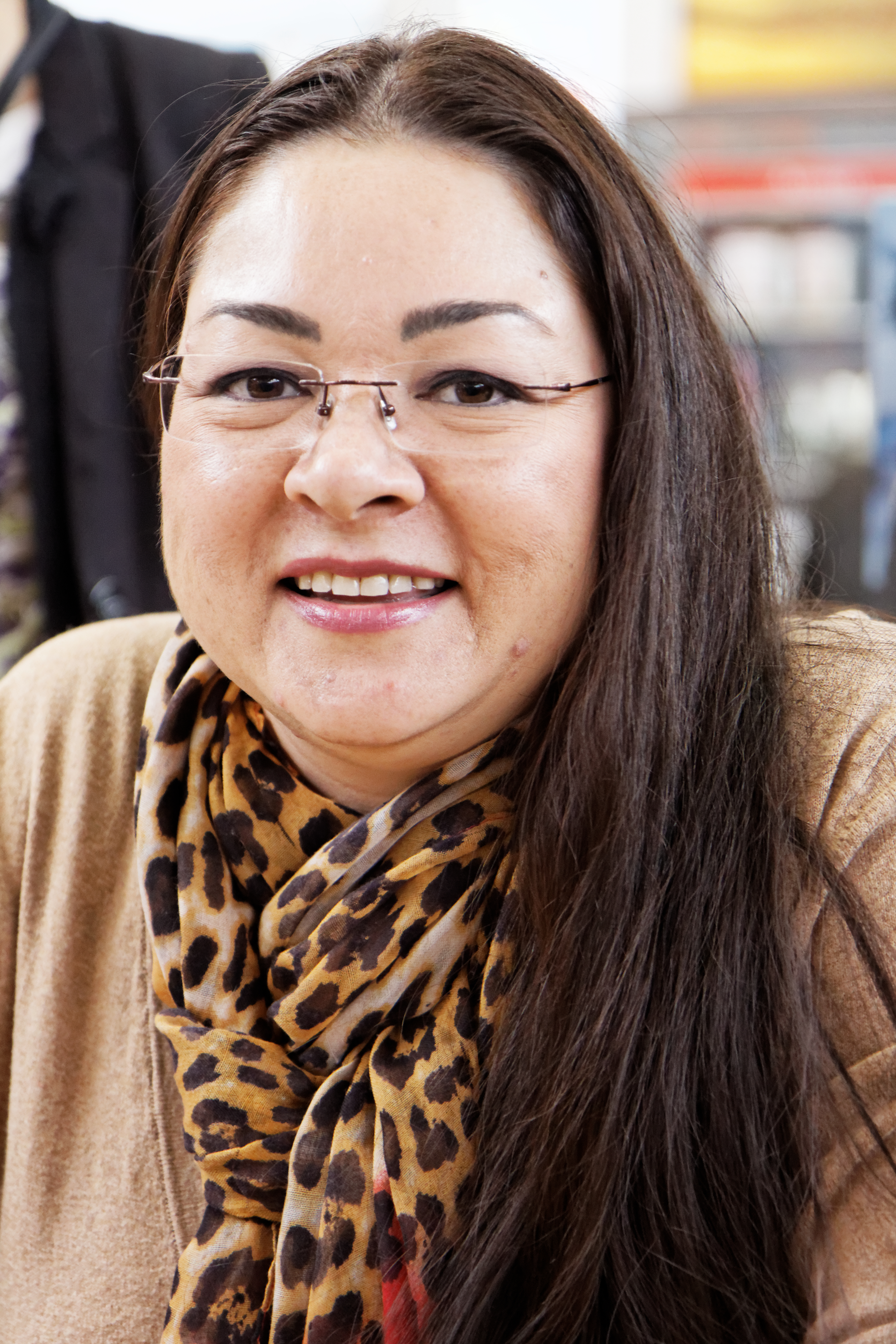
Retrato de Sylvia Day

Sylvia Day (11 de marzo de 1973) es una escritora estadounidense de origen japonés, que ha llegado a ser número 1 en ventas del New York Times. Entre sus obras más vendidas se encuentran "No te escondo nada", "Reflejada en ti" y "Atada a ti", todas pertenecientes a la serie Crossfire. Su último libro, Aftershock, alcanzó el número 1 en la lista de los más vendidos en su primera semana de ventas.

## Historia
Nació en Los Ángeles y creció en el Condado de Orange (California)(o el Valle de Santa Ana). Actualmente reside en California junto a su esposo y sus dos hijos. Antes de dedicarse a la escritura trabajó como intérprete de ruso para la Inteligencia Militar del Ejército de los Estados Unidos. Actualmente, su trabajo la ha llevado a recorrer diversos países como Japón, Alemania, Jamaica, Holanda  y Brasil, entre otros.  
Sylvia Day ha escrito novelas de romance, ficción histórica, ficción paranormal, étc., todas ellas cargadas de mucho erotismo. También ha publicado bajo los seudónimos de Livia Dare y S. J. Day.

## Serie Crossfire
Es una de las series más conocidas de Sylvia Day y ha sido super ventas en todo el mundo. La serie está compuesta por las novelas "No te escondo nada" (Bared to you), "Reflejada en ti" (Reflected in you), "Atada a ti" (Entwined with you), "Cautivada por ti" (Captivated by you) y "Somos uno" (One with you). 
En ellos, se presenta la historia de cómo la recién graduada Eva Tramell conoce al millonario hombre de negocios Gideon Cross, y cómo ambos tratan de luchar contra sus demonios personales para lograr un futuro juntos. El principio de la serie (los 2 primeros libros y la mitad del tercero) está narrada por Eva y se espera que el resto sea narrada por Gideon, para así conocer ambos lados de la historia.
La novela esta marcada por el abuso sexual infantil y los traumas que este conlleva en el futuro.
Adaptación a la televisión
En agosto de 2013, Lionsgate confirmó que ha adquirido los derechos para adaptar el libro a la televisión. Esto solo reafirma la popularidad que ha alcanzado la serie.

## Serie Georgian
La serie está compuesta por las novelas: "Suplícame" (2013) ("Ask for It", 2006), "Sedúceme" (2014) ("Passion for the Game", 2007), "Ámame" (2014) ("A Passion for Him", 2007) y "No me tientes" (2015)("Don't Tempt Me", 2008). 

## Premios
- 2007 Nominada a los premios RITA
- 2007 Nominada a los premios de la Romantic Times Magazine
- 2008 Nominada a los premios RITA
- 2008 Ganadora de los premios de la Romantic Times Magazine
- 2008 Ganadora de los National Readers' Choice Award
- 2009 Nominada a los premios de la Romantic Times Magazine
- 2009 Ganadora de los National Readers' Choice Award
- 2010 Ganadora de los Readers' Crown Award
- 2012 Nominada por Mejor romance en los Goodreads Choice Award
- 2012 Nominada por Mejor autor Goodreads en los Goodreads Choice Award